# Эуфемия, Катарина
Катарина Эфижения Сабину Эуфемия (порт. Catarina Efigénia Sabino Eufémia, [kɐtɐˈɾinɐ ewˈfɛmiɐ]; 13 февраля 1928 — 19 мая 1954) — португальская батрачка из Алентежу, участница забастовочного движения, убитая в Балейзане офицером Национальной республиканской гвардии и посмертно ставшая символом коммунистического антифашистского сопротивления режиму Антониу Салазара. Ей посвятили стихи ряд португальских поэтов, включая Софию де Мелло Брейнер, причём «Cantar Alentejano» Антониу Висенти Кампинаша стал песней, положенной на музыку Жозе Афонсу.

## Контекст
Катарина Эуфемия была 26-летней неграмотной батрачкой, работавшей на поместьях Алентежу, бывшего тогда районом крупных латифундий, на которых условия труда для крестьян и сельскохозяйственных рабочих были крайне тяжелыми.
Эта социально-экономическая ситуация начиная с середины 1940-х годов побуждала крестьянские массы в регионе к волнениям, обострившимся в течение следующих двух десятилетий. Постоянные стачки и крестьянские выступления подавлялись португальской политической полицией ПИДЕ, выискавшей коммунистических агитаторов и «саботажников».
Катарина была матерью троих детей; она несла на руках своего восьмимесячного младенца, когда была застрелена. По распространённой версии, тогда она была вновь беременна. Она была членом местного комитета подпольной Португальской коммунистической партии с 1953 года. Этот факт оспаривался некоторыми, включая коммунистку Марьяну Жанейру, однако глава местной ячейки ПКП в Алентежу Антониу Жервазиу подтверждал, что она входила в партию.

## Смерть

### Забастовка
19 мая 1954 года, во время сбора урожая пшеницы, Катарина и тринадцать крестьянок ходатайствовали к управляющему латифундиста Фернанду Нунеша, пытаясь добиться повышения своего мизерного поденного жалования на два эскудо.
Батраки деревень всей округи боролись в те дни против нищенской оплаты своего труда и вышли на забастовку, требуя увеличения мизерной поденной платы. В ответ латифундист под охраной салазаровской полиции завёз работников из других частей Алентежу. Около 1,5 тысяч местных жителей Балейзана вышли в поле, чтобы разъяснить ситуацию свезённым штрейкбрехерам, и те также отказались приступать к работе.
На этом фоне депутация из 14 женщин достаточно напугала руководство, чтобы то обратилось за помощью к землевладельцу в Беже, а тот, в свою очередь — к спецслужбистам, рассчитывая, что под их дулами сельхозработников заставят вернуться к работе.

### Убийство
Катарину выбрали для представления жалоб работников полицейским, загнавшим крестьян назад на поля. По описаниям свидетелей, «впереди стоял Нунеш, помещик. Когда женщины-забастовщицы из Балейзана приблизились на расстояние нескольких шагов, из-за стога вдруг выскочил лейтенант карателей Каражола и направил свой пистолет-пулемет на женщин. Они поразились, но не остановились». Лейтенант пошёл прямо к Катарине, которая на его резкий вопрос ответила: «Оставьте нас в покое, мы хотим работы и хлеба». В ответ офицер вырвал у неё из рук ребёнка и отбросил в сторону, а затем тремя выстрелами застрелил крестьянку в упор.
Пострадали также её восьмимесячный сын и ещё одна крестьянка. Катарина умерла несколько минут спустя на руках своего хозяина, поднявшего её из лужи крови.

### Погребение и память
После похорон, опасаясь реакции населения, власти не разрешили похоронить её на родине; в итоге её тело решили тайно погрести на кладбище в другой деревне в 10 километрах от Балейзана. Когда её земляки-крестьяне узнали о похоронах, они бросились к гробу, однако силой были разогнаны полицейскими.
Из-за беспорядков во время похорон девять крестьян обвинили в неуважении к власти; большинство из них были приговорены к двум годам тюрьмы. Лейтенант Каражола был переведён в Алжуштреле и так никогда и не предстал перед судом, а спокойно умер в 1964 году. С тех пор, несмотря на запреты, каждый год жители Балейзана приносили в день убийства Катарины цветы на то место, где её застрелили. Как и застреленный агентами ПИДЕ художник Жозе Диаш Коэлью, Катарина Эуфемия была провозглашена мученицей компартии.
После Революции гвоздик 1974 года её останки были перенесены в её родную деревню, а местные коммунисты воздвигли здесь памятник в виде серпа и молота с мемориальной доской «В память о Катарине Эуфемии и всех мужчинах и женщинах, которые боролись против капитализма и фашизма». Именем крестьянки была названа одна из площадей в посёлке Грандола. В Балезайо был создан один из первых крестьянских кооперативов Португалии, который назвали «Земля Катарины».